# Pristimantis gaigei
Espèce
Synonymes
- Lithodytes gaigei Dunn, 1931
- Eleutherodactylus gaigeai (Dunn, 1931)
- Eleutherodactylus gaigeae (Dunn, 1931)
- Pristimantis gaigeae (Dunn, 1931)

Statut de conservation UICN

 LC  : Préoccupation mineure
Pristimantis gaigei est une espèce d'amphibiens de la famille des Craugastoridae.

## Répartition
Cette espèce se rencontre entre 20 et 200 m d'altitude :
- dans l'extrême Sud-Est du Costa Rica ;
- au Panamá ;
- en Colombie dans la plaine pacifique et la vallée du río Magdalena.

## Description

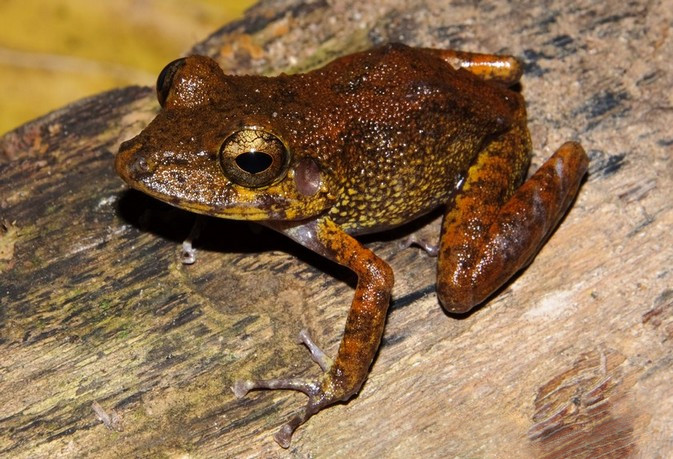
Pristimantis gaigei

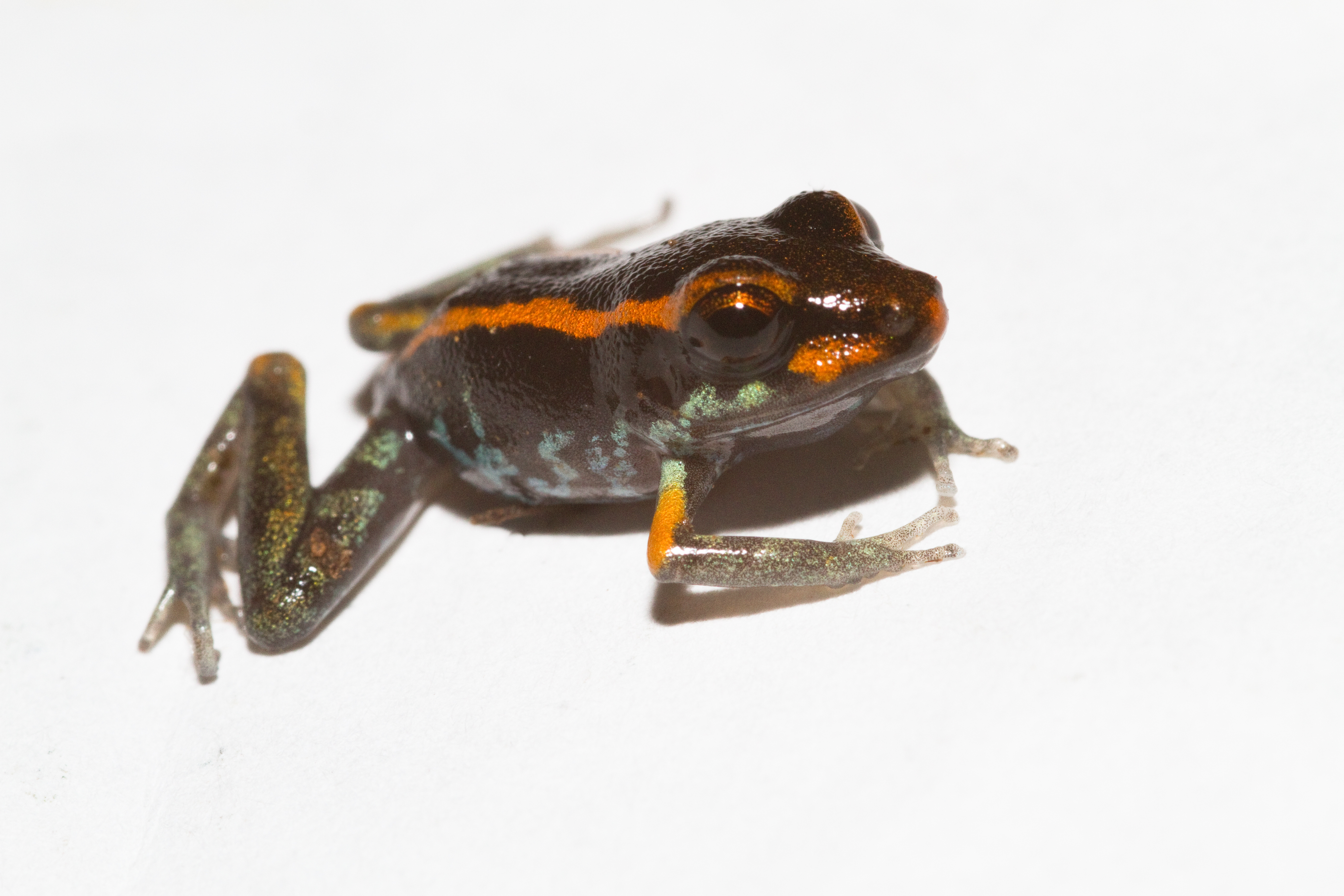
Pristimantis gaigei

L'holotype mesure 38 mm.

## Étymologie
Cette espèce est nommée en l'honneur de Helen Gaige.

## Publication originale
- Dunn, 1931 : New frogs from Panama and Costa Rica. Occasional Papers of the Boston Society of Natural History, vol. 5, p. 385–401 (texte intégral).